# Луганский областной художественный музей
Луганский художественный музей — областной художественный музей в городе Луганске; культурно-просветительский центр города.

## Описание
Здание музея, построенное в 1876 году, после реконструкций изменилось по сравнению с первоначальным видом до неузнаваемости.
На правах филиала Луганского областного художественного музея работает также галерея искусств (выставочный зал передвижных выставок и постоянная экспозиция работ луганских художников "Родная, родная, родная земля") по адресу: ул. Шевченко, д. 4.

## История музея
Коллекция Луганского областного художественного музея начала формироваться в январе 1920 года, и уже в 1924 году насчитывала более 1000 экспонатов. Её основу составили картины, мебель, фарфор, изделия из бронзы, древнегреческая посуда, привезённые из Москвы, Харькова и Одессы.
В 1924 году музей был реорганизован, и получил название «Социальный музей Донбасса». Позже его превратили в краеведческий музей.
Во время внезапного начала Великой Отечественной войны фонды краеведческого музея не успели вывезти, поэтому большинство экспонатов были утрачены. Из всей довоенной художественной коллекции сохранилось лишь 20 картин.
В июле 1944 года местная администрация (облисполком) приняла постановление об организации в тогдашнем Ворошиловграде музея изобразительного искусства. Первоначально музей не имел постоянного помещения, его экспонаты выставлялись в клубах города и области на передвижных выставках.
До открытия стационарной экспозиции фонды укомплектовывались в основном из музеев и коллекций других городов. В 1947 году ряд произведений поступило из Киева, что стало началом поступлений музея.
В 1949 году художественный музей получил постоянное помещение в историческом здании на улице Почтовой. В 1951 году была открыта первая экспозиция, в 1963 году развернута новая экспозиция после масштабной реконструкции.
В дальнейшем многие современные отечественных художников передавали свои лучшие работы в музей.
В настоящее время музей является культурным и образовательно-научным центром города. Сотрудники музея постоянно публикуют свои работы, осуществляют просветительскую работу.

### Руководство
Директора музея:
- заслуженный работник культуры Украины Л. М. Борщенко[1].

## Экспозиция
Сейчас в фондах Луганского областного художественного музея хранится около 9000 произведений отечественного и зарубежного искусства XVI—XX веков, в том числе около 2 тысяч экспонатов современного изобразительного и прикладного искусства Луганщины (среди них — представители нового поколения В. В. Козлов (младший), С. Н. Кондрашов, В. И. Панич, Г. Л. Писарев, В. Г. Скубак, А. Л. Щиголев, и др.).
Жанровое многообразие коллекции живописи, графики, скульптуры и прикладного искусства мастеров края — результат научно-исследовательской и собирательской работы специалистов музея, их многолетнего сотрудничества с местным филиалом Союза художников Украины, с многочисленными представителями интеллигенции, неравнодушными к судьбе отечественного искусства.
Специалисты выделяют работы зарубежных художников Моретто да Брешиа, Ф.Тревизани, Ф. де Нева, А.Ханнемана, О.Верне; и т. д.
Экспозицию русского искусства XVIII — начала XX в. украшают полотна И. Айвазовского, А.Саврасова, И. Шишкина, Л.Лагорио, А.Мещерского, В.Поленова, В.Маковского, Н. Ге, В. Верещагина, М. Богданов-Бельского, В.Тропинина, В. Перова («Странник») и др.
К произведениям европейского уровня искусствоведы относят полотна таких мастеров украинского пейзажной живописи XIX — начала XX в., как В. Орловский («Жаркий полдень в южной усадьбе»), С.Светославский («Коровы»), В.Зарубин («Танец на Днепре»), и портрета — М. Бодаревский («Портрет И. М. Терещенка»), М.Кузнецов («Портрет Кефала»), Н. Пимоненко («Женский портрет»), Мурашко («Портрет П. Шлейфера»). Значительное место в коллекции украинского искусства занимают произведения С. Васильковского, М. Беркос, П. Левченко, Н. Онацкого.